# Massilieurodes monticola
Massilieurodes monticola là một loài côn trùng cánh nửa trong họ Aleyrodidae, phân họ Aleyrodinae.
Massilieurodes monticola được Takahashi miêu tả khoa học đầu tiên năm 1932.